# マシュー・モアトン (第2代デュシー男爵)
第2代および初代デュシー男爵マシュー・デュシー・モアトン（英語: Matthew Ducie Moreton, 2nd and 1st Baron Ducie、1700年以前 – 1770年12月25日/27日）は、グレートブリテン王国の貴族、政治家。総選挙で庶民院の議席を得たことはなかったが、補欠選挙に4回当選した。

## 生涯
初代デュシー男爵マシュー・デュシー・モアトンと妻アラベラ・プレストウィッチ（Arabella、旧姓プレストウィッチ（Prestwich）、1660年ごろ – 1750年3月/5月、第2代準男爵サー・トマス・プレストウィッチの娘）の長男として、1700年までに生まれた。1709年よりハーロー校で教育を受けた。
1721年2月にクリックレイド選挙区の補欠選挙に立候補して当選した。対立候補トマス・ゴアの選挙申し立てではモアトンによる選管への脅迫が主張されたが、モアトンの当選は覆らなかった。1722年イギリス総選挙で再選を目指したが、得票数3位（131票）になり、1票差で落選した。
1723年2月、カーン選挙区の補欠選挙に出馬して当選した。1727年イギリス総選挙でグロスター選挙区から出馬し、得票数4位（910票）になったが、候補者4名が全員900票台だったため、4人全員の当選が宣告され（いわゆるdouble return）、選挙の行方は庶民院に委ねられた。その後、ホイッグ党とトーリー党の間で妥協が行われ、1人ずつ当選者を出すことになったため、協議の一環としてモアトンが選挙申し立てを取り下げ、落選が決定した。
1729年2月、与党派ホイッグ党の候補としてトレゴニー選挙区の補欠選挙に出馬、当選を果たした。1734年イギリス総選挙では議席を得られなかったが、1735年3月にロストウィシエル選挙区の補欠選挙で当選して議員に復帰した。同1735年5月2日に父が死去すると、デュシー男爵位を継承した。庶民院では常に与党に同調して投票した。
1755年から1758年までグロスタシャー統監を務めた。
1763年4月27日、グレートブリテン貴族であるグロスタシャーにおけるトートワースのデュシー男爵に叙された。この爵位には姉妹エリザベスの息子トマスとフランシスへの特別残余権（special remainder）が定められた。
1770年12月25日/27日、生涯未婚のままグロスタシャーのニムスフィールド・パーク（Nymsfield Park）で死去、1771年1月1日にトートワースで埋葬された。第1期のデュシー男爵位は廃絶、第2期のデュシー男爵位は特別残余権に基づき甥トマスが継承した。